# Power Rangers : Toujours vers le futur
 (mars 2024).
La mise en forme du texte ne suit pas les recommandations de Wikipédia : il faut le « wikifier ».
Les points d'amélioration suivants sont les cas les plus fréquents :
- Les titres sont pré-formatés par le logiciel. Ils ne sont ni en capitales, ni en gras.
- Le texte ne doit pas être écrit en capitales (les noms de famille non plus), ni en gras, ni en italique, ni en « petit »…
- Le gras n'est utilisé que pour surligner le titre de l'article dans l'introduction, une seule fois.
- L'italique est rarement utilisé : mots en langue étrangère, titres d'œuvres, noms de bateaux, etc.
- Les citations ne sont pas en italique mais en corps de texte normal. Elles sont entourées par des guillemets français : « et ».
- Les listes à puces sont à éviter, des paragraphes rédigés étant largement préférés. Les tableaux sont à réserver à la présentation de données structurées (résultats, etc.).
- Les appels de note de bas de page (petits chiffres en exposant, introduits par l'outil «  Source ») sont à placer entre la fin de phrase et le point final[comme ça].
- Les liens internes (vers d'autres articles de Wikipédia) sont à choisir avec parcimonie. Créez des liens vers des articles approfondissant le sujet. Les termes génériques sans rapport avec le sujet sont à éviter, ainsi que les répétitions de liens vers un même terme.
- Les liens externes sont à placer uniquement dans une section « Liens externes », à la fin de l'article. Ces liens sont à choisir avec parcimonie suivant les règles définies. Si un lien sert de source à l'article, son insertion dans le texte est à faire par les notes de bas de page.
- La présentation des références doit suivre les conventions bibliographiques. Il est recommandé d'utiliser les modèles {{Ouvrage}}, {{Chapitre}}, {{Article}}, {{Lien web}} et/ou {{Bibliographie}}. Le mode d'édition visuel peut mettre en forme automatiquement les références.
- Insérer une infobox (cadre d'informations à droite) n'est pas obligatoire pour parachever la mise en page.

Pour une aide détaillée, merci de consulter Aide:Wikification.
Si vous pensez que ces points ont été résolus, vous pouvez retirer ce bandeau et améliorer la mise en forme d'un autre article.
Série Power Rangers
Dino Fury Cosmic Fury
Pour plus de détails, voir Fiche technique et Distribution.
Power Rangers : Toujours vers le futur (Mighty Morphin Power Rangers: Once and Always) est un téléfilm special américain de Charlie Haskell et diffusé en 2023 sur Netflix.
Le film met en scène Billy Cranston (le Ranger bleu) et le robot Alpha 9 qui font revenir une version robotisée de Rita Repulsa, ennemie jurée des Power Rangers. Lors d'un affrontement avec leur nemesis, la Ranger jaune Trini Kwan est tuée. Aidée du Ranger noir Zack Taylor, Billy va alors annoncé sa mort à la fille de Trini, Minh. Cette dernière est déterminée à se venger et à endosser le costume de sa mère défunte. Mais Billy et Zack s'y opposent.Un an plus tard, les Power Rangers affrontent à nouveau Rita et ses sbires, dont le puissant Minotaure et le maléfique Snizzard. Ce dernier parvient à kidnapper et à absorber les pouvoirs de plusieurs Rangers : Tommy Oliver (1er Ranger vert), Kimberly Hart (1er Ranger rose) et Jason Lee Scott (1er Ranger rouge). Esseulés, Billy et Zack font appel à d'autres Rangers : Rocky DeSantos (2e Ranger rouge) et Katherine Hillard (2e Ranger rose). Déterminée, Minh Kwan veut aussi les aider.
Il fait suite à la série Power Rangers : Mighty Morphin, diffusée en 1993, et commémore le 30e anniversaire de la série.

## Synopsis
En 2022, Billy Cranston est attaqué par Robot-Rita et une patrouille de Patrouilleurs. Il se transforme en Ranger bleu et se lance dans la bataille, rejoignant plus tard les autres Power Rangers, Jason (Ranger rouge), Kimberly (Ranger rose), Zack (Ranger noir), Trini (Ranger jaune) et Tommy (Ranger vert). Billy combat Robot-Rita et parvient à endommager son visage avant d'être projeté au bord d'une falaise. Robot-Rita décide alors de canaliser ses nouveaux pouvoirs dans un rayon mortel émanant de son sceptre magique. Cependant, Trini sauve Billy en se jetant sur la trajectoire du rayon et meurt. Robot-Rita se retire alors dans la Dimension Obscure, laissant les Rangers restants pleurer la perte de Trini.
De retour chez Trini, Billy et Zack se disputent sur la manière et le moment de révéler la nouvelle à la fille de Trini, Minh. Zack ne veut pas lui dire qu'ils sont des Power Rangers, se souvenant de la règle de Zordon selon laquelle il ne faut jamais révéler leur identité. Billy soutient qu'il y a des exceptions à chaque règle et que Minh mérite de savoir exactement comment sa mère est morte. Cependant, Minh surprend la conversation et s'enfuit immédiatement en détresse. Billy dit à Zack qu'ils doivent tout lui dire.
Un an plus tard (2023), Zack emménage chez Minh et devient son tuteur, abandonnant sa carrière au Congrès pour le faire. Ils se rendent au cimetière pour visiter la tombe de Trini, prévoyant de retrouver les autres Rangers pour marquer l'anniversaire de la mort de leur coéquipière. Cependant, lorsqu'ils arrivent, ils découvrent que les autres sont confrontés à Robot-Rita, qui a ressuscité Snizzard et Minotaure sous de nouvelles formes robotiques. Snizzard capture Jason, Tommy et Kimberly et les emprisonne dans une machine qui draine lentement leur énergie. Sachant qu'ils sont surpassés, Billy, Zack et Minh se replient dans la nouvelle Coccoptère de Billy.
De retour chez eux, Minh exprime son désir de se venger de Robot-Rita à Zack et Billy, mais ils lui conseillent de ne pas s'impliquer et de les laisser régler les choses. Elle se met en colère contre Billy, l'accusant d'être responsable de la mort de sa mère.
Zack et Billy se rendent dans un Centre de Commandes caché situé sous Cranston Technologies. En essayant d'établir un plan, Billy avoue à Zack qu'il est vraiment responsable. L'année précédente, il avait tenté de ramener leur mentor décédé, Zordon, en retrouvant ses particules qui étaient restées après les Ondes-Z et de le reconstituer. Cependant, il a accidentellement attiré les particules maléfiques qui avaient été purgées de la Rita originale et qui ont pris possession du corps d'Alpha 8.
Soudain, ils reçoivent des alertes signalant des attaques de Patrouilleurs contre des personnes aléatoires à travers l'univers. Le successeur d'Alpha, Alpha 9, active le Protocole Bandora, appelant toutes les équipes de Power Rangers.
L'appel est répondu par l'ancienne Ranger rose, Kat Hillard, et l'ancien Ranger rouge, Rocky DeSantos. Pendant ce temps, Minh apprend par une publication sur BuzzBlast que des Patrouilleurs envahissent le monde entier. Animée par le désir de vengeance, elle prend le Transmutateur de sa mère et part.
Malgré l'avertissement de Zack, Kat et Rocky se voient confier des Médaillons Alternatifs afin de pouvoir se transformer à nouveau en Power Rangers. Cependant, Snizzard et Minotaure ont suivi les Rangers à travers l'univers en utilisant les Patrouilleurs comme appâts pour les attirer dans la même machine qui a piégé les autres Rangers. Après avoir appris cela, les Rangers se démorphent et se replient.
Au Centre de Commandes, les Rangers découvrent que Minh est à la Maison des Jeunes et est attaquée. Minh parvient à se défendre brièvement, mais est submergée après une tentative infructueuse d'utiliser le Transmutateur de Trini. Zack et Rocky se téléportent à la Maison des Jeunes, vainquent les Patrouilleurs, récupèrent Minh et la ramènent au Centre de Commandes. Zack reprend le Transmutateur de Trini à Minh, la réprimande pour chercher la vengeance au lieu de la justice, et après une conversation sincère où Zack explique exactement ce que Billy essayait de réaliser, Minh finit enfin par se calmer.
Dans une casse, Billy, Rocky et Kat se transforment pour attirer Snizzard et Minotaure, puis les piéger sur un électroaimant géant. Les Rangers utilisent ensuite des dispositifs de camouflage que Billy a développés pour devenir invisibles afin de s'infiltrer dans le Palais lunairede Rita après avoir consulté les agents de la SPA (anciens Rangers) Adam Park et Aïsha Campbell qui retournent sur Terre pour aider mais qui sont encore à plusieurs heures de là. Cependant, après le départ des Rangers, Minh prend un appareil de rechange et le Transmutateur de Trini, et s'échappe du Centre de Commandes à bord de la Coccoptère. Minh se dirige ensuite vers la casse, où elle est enlevée par Robot-Rita après avoir échoué à se transformer pour la deuxième fois.
Les Rangers découvrent la machine de Rita dans son palais, constatant qu'elle a déjà capturé des membres de plusieurs équipes de Rangers. Billy découvre que Rita est en train de créer un portail temporel. Rita et ses monstres arrivent avec Minh en otage et révèlent leur plan : voyager dans le passé et donner des connaissances sur l'avenir à son moi passé, permettant aux deux Ritas de tuer les Rangers avant qu'ils ne soient recrutés par Zordon.
Rita tente une fois de plus de tuer Billy avec son sceptre, mais Minh parvient à se libérer et prend le coup à sa place. Elle survit miraculeusement et remarque que le Transmutateur de Trini brille. Les Rangers se transforment, et cette fois Minh parvient à se transformer en Ranger jaune.
Rita fait ensuite grandir Snizzard, mais Billy empale Rita avec sa Lance Laser. Billy fait téléporter les Zords sur la Lune, où ils forment le Megazord. Billy et Minh utilisent le Megazord pour combattre Snizzard, tandis que les autres Rangers vainquent Minotaure dans le palais. Les Rangers rejoignent Billy et Minh dans le Megazord, pendant qu'une Rita blessée tente d'utiliser le portail. Après une petite lutte, les Rangers détruisent Snizzard, ce qui libère les Rangers capturés. Les Rangers se téléportent immédiatement de retour au palais, où Minh retient Rita, Kat détruit la machine et Zack élimine Rita.
De retour sur Terre, Adam et Aïsha sont enfin arrivés et chargent les Rangers libérés à bord de leur vaisseau spatial, mettant le cap sur Aquitar où ils pourront se rétablir avant de rentrer chez eux, accompagnés de Kat qui doit retrouver son fils J.J., et de Rocky qui reprend son poste de pompier.
Billy, Zack et Minh célèbrent leur victoire à la Maison des Jeunes, où Minh présente ses excuses à Billy pour l'avoir blâmé pour la mort de sa mère et il la gronde pour avoir volé la Coccoptère. Minh révèle ensuite que le Transmutateur lui a rappelé les souvenirs de sa mère lorsqu'elle était une Ranger, et Billy remarque que la Grille de Transformation regorge de possibilités infinies, il est donc peut-être toujours possible de ramener Zordon un jour. Billy et Zack commencent à raconter à Minh certaines de leurs aventures passées.

## Fiche technique
Sauf indication contraire, les informations mentionnées dans cette section peuvent être confirmées par les bases de données cinématographiques IMDb et Allociné,  présentes dans la section « Liens externes ».
- Titre original : Mighty Morphin Power Rangers: Once & Always
- Titre français : Power Rangers : Toujours vers le futur
- Réalisation : Charlie Haskell
- Scénario : Becca Barnes et Alwyn Dale, d'après la série Power Rangers : Mighty Morphin créée par Haim Saban, Shōtarō Ishinomori et Saburo Yatsude
- Musique : Ron Wasserman
- Décors : Tracey Collins
- Photographie : Ollie Jones
- Montage : Brad Davison
- Production : Simon Bennett, Olivier Dumont, Kari rosenberg, Haim Saban, Hillary Zwick Turner et Randi Yaffa
- Coproducteurs : Becca Barnes et Alwyn Dale
- Sociétés de production : Entertainment One, Hasbro et SCG Power Rangers
- Société de distribution : Netflix
- Pays de production :  États-Unis
- Langue originale : anglais
- Format : couleur - HDTV - 16/9 - Dolby stéréo
- Genre : science-fiction, action, comédie
- Durée : 55 minutes
- Date de sortie[1] : 19 avril 2023 (sur Netflix)
- Classification[2] :
  - États-Unis : TV-Y7
  - France : interdit aux moins de 7 ans

## Distribution
- Steve Cardenas (VF : Christophe Lemoine) : Rocco « Rocky » DeSantos
- Walter Emanuel Jones (VF : Diouc Koma) : Zachary « Zack » Taylor
- David Yost (VF : Mark Lesser) : William « Billy » Cranston
- Charlie Kersh (VF : Clara Quilichini) : Minh Kwan
- Catherine Sutherland (VF : Laëtitia Lefebvre) : Katherine « Kat » Hillard-Oliver
- Richard Steven Horvitz (VF : Pascal Nowak) : Alpha 9
- Johnny Yong Bosch : Adam Park
- Karan Ashley (VF : Aurélia Bruno) : Aïsha Campbell
- Barbara Goodson (VF : Véronique Desmadryl) : Robot-Rita
- Ryan Cooper : Robot-Minotaure
- Daniel Watterson (VF : Cyrille Monge) : Robot-Snizzard
- Austin St. John : Jason Lee Scott (images d'archives)
- Thuy Trang : Trini Kwan (images d'archives)
- Amy Jo Johnson : Kimberly « Kim » Ann Hart (images d'archives)
- Jason David Frank : Dr. Thomas « Tommy » Oliver (images d'archives)

## Personnages

### Rangers
| Acteurs                                       | Rôles                            | Rangers            | Armes                                                                         | Zords                 |
| --------------------------------------------- | -------------------------------- | ------------------ | ----------------------------------------------------------------------------- | --------------------- |
| Steve Cardenas (VF : Christophe Lemoine)      | Rocco « Rocky » DeSantos         | Ranger rouge (II)  | Transmutateur, Médaillon Tyrannosaure (alternatif), Pistolet-Epée, Épée Laser | DinoZord Tyrannosaure |
| Walter Emanuel Jones (VF : Diouc Koma)        | Zachary « Zack » Taylor          | Ranger noir (I)    | Transmutateur, Médaillon Mastodonte, Pistolet-Epée, Hache Laser               | DinoZord Mastodonte   |
| David Yost (VF : Mark Lesser)                 | William « Billy » Cranston       | Ranger bleu        | Transmutateur, Médaillon Tricératops, Pistolet-Epée, Lance Laser              | DinoZord Tricératops  |
| Charlie Kersh (VF : Clara Quilichini)         | Minh Kwan                        | Ranger jaune (III) | Transmutateur, Médaillon Smilodon, Pistolet-Epée, Dagues Lasers               | DinoZord Smilodon     |
| Catherine Sutherland (VF : Laëtitia Lefebvre) | Katherine « Kat » Hillard-Oliver | Ranger rose (II)   | Transmutateur, Médaillon Ptérodactyle (alternatif), Pistolet-Epée, Arc Laser  | DinoZord Ptérodactyle |

- Rocco « Rocky » DeSantos : Rocky DeSantos est le deuxième Ranger rouge choisi par Jason Lee Scott pour prendre sa place après son départ pour une conférence de paix en Suisse. Après avoir pris sa retraite en tant que Power Ranger, il est révélé que Rocky est devenu pompier jusqu'à ce que le Protocole Bandora soit activé. Il redevient alors le Ranger rouge après avoir reçu un Médaillon Tyrannosaure (alternatif). Il utilise ensuite ce pouvoir pour combattre Robot-Rita et son armée afin d'empêcher Robot-Rita d'utiliser une machine à remonter le temps pour détruire leurs versions plus jeunes dans le passé. Après avoir vaincu Robot-Rita, il retourne à sa vie normale en tant que pompier.
- Zachary « Zack » Taylor : Zack Taylor fait partie des cinq adolescents originaux d'Angel Grove choisis par Zordon pour devenir les Power Rangers, devenant ainsi le Ranger noir. Après avoir pris sa retraite en tant que Power Ranger, il est révélé que Zack est devenu député jusqu'à ce qu'il démissionne pour élever la fille de Trini Kwan, Minh Kwan, après qu'elle a été tuée par Robot-Rita. Lorsque Robot-Rita revient de la Dimension Obscure, il s'associe à une équipe mixte de Power Rangers pour empêcher Robot-Rita d'utiliser une machine à remonter le temps pour détruire leurs versions plus jeunes dans le passé. Après avoir vaincu Robot-Rita, il retourne ensuite à sa vie normale avec Minh.
- William « Billy » Cranston : Billy Cranston fait partie des cinq adolescents originaux d'Angel Grove choisis par Zordon pour devenir les Power Rangers, devenant ainsi le Ranger bleu. Après avoir pris sa retraite en tant que Power Ranger, il est révélé qu'il est revenu sur Terre après avoir passé du temps sur Aquitar, où il a fondé une entreprise de technologie connue sous le nom de Cranston Technologies. Il a également construit un Centre de Commandes secret sous sa société, où il expérimente l'énergie des Ondes-Z dans l'espoir de ramener Zordon. Cependant, cette expérience tourne mal et ramène Rita Repulsa sous une forme robotique connue sous le nom de Robot-Rita. Cet accident entraîne également la mort de Trini Kwan lorsqu'elle bloque une attaque destinée à Billy et la capture de trois de ses coéquipiers. Il ordonne alors le Protocole Bandora, recrutant Rocky DeSantos et Katherine Hillard pour former une équipe mixte de Power Rangers afin d'empêcher Robot-Rita d'utiliser sa machine à remonter le temps pour les détruire dans le passé. Après avoir réussi à détruire Robot-Rita, Billy révèle qu'il va retourner sur Aquitar pour passer du temps avec Cestria.
- Minh Kwan : Minh Kwan est la fille de Trini Kwan, la Ranger jaune originale, qui découvre l'identité de sa mère en tant que Power Ranger après avoir appris qu'elle a été tuée par Robot-Rita. Elle vit paisiblement avec Zack Taylor pendant un an, jusqu'au retour de Robot-Rita qui capture trois des Power Rangers originaux. Minh tente d'utiliser le Transmutateur de sa mère pour se transformer en Ranger jaune, mais échoue à plusieurs reprises. Finalement, elle bloque un tir de Robot-Rita, prouvant qu'elle est une héroïne, et réussit à se lier avec le pouvoir du Transmutateur pour devenir la troisième Ranger jaune. Elle s'unit alors aux autres Power Rangers pour combattre Robot-Rita et son armée afin d'empêcher Robot-Rita d'utiliser une machine à remonter le temps pour détruire les Power Rangers originaux dans le passé. Après avoir vaincu Robot-Rita, elle retourne à sa vie normale avec Zack, recevant un Communicateur au poignet au cas où elle serait de nouveau nécessaire en tant que Ranger jaune.
- Katherine « Kat » Hillard-Oliver : Katherine Hillard est la deuxième Ranger rose choisie par Kimberly Hart pour prendre sa place après son départ pour s'entraîner pour les Jeux Pan-Globaux en Floride. Après avoir pris sa retraite en tant que Power Ranger, il est révélé qu'elle a finalement épousé Tommy Oliver et vit à Reefside avec lui et leur fils, JJ Oliver. Lorsque le Protocole Bandora est activé, elle redevient la Ranger rose après avoir reçu un Médaillon Ptérodactyle (alternatif). Elle utilise ensuite ce pouvoir pour combattre Robot-Rita et son armée afin d'empêcher Robot-Rita d'utiliser une machine à remonter le temps pour détruire leurs versions plus jeunes dans le passé, puis retourne à sa vie normale en tant que mère après avoir vaincu Robot-Rita.

#### Archives
| Acteurs                                               | Rôles                       | Rangers          |
| ----------------------------------------------------- | --------------------------- | ---------------- |
| Austin St. John (archives audio, séquences vidéo)     | Jason Lee Scott             | Ranger rouge (I) |
| Thuy Trang (archives audio, séquences vidéo ; photos) | Trini Kwan                  | Ranger jaune (I) |
| Amy Jo Johnson (archives audio, séquences vidéo)      | Kimberly « Kim » Ann Hart   | Ranger rose (I)  |
| Jason David Frank (archives audio, séquences vidéo)   | Dr. Thomas « Tommy » Oliver | Ranger vert      |

- Jason Lee Scott : Jason Lee Scott est le Ranger rouge original qui se réunit avec son équipe pour combattre Robot-Rita, mais qui est capturé et rétréci par Robot-Snizzard. Son pouvoir est utilisé par Robot-Rita pour alimenter sa machine à voyager dans le temps, mais il est sauvé par ses collègues Power Rangers après avoir réussi à détruire Robot-Rita. Après son sauvetage, il est emmené à Aquitar pour qu'il puisse se remettre des effets de Robot-Snizzard.
- Thuy Trang : Trini Kwan fait partie des cinq adolescents originaux d'Angel Grove choisis par Zordon pour devenir les Power Rangers, devenant ainsi la Ranger jaune. Après avoir pris sa retraite en tant que Power Ranger, Trini est révélée avoir déménagé de retour à Angel Grove après avoir assisté à une conférence de paix en Suisse. Elle a une fille nommée Minh Kwan. Elle reprend également son devoir de Power Ranger après que Rita Repulsa a été ramenée à la vie dans un corps robotique, et elle est tuée en essayant de protéger Billy Cranston.
- Kimberly « Kim » Ann Hart : Kimberly Hart est la Ranger rose originale qui se réunit avec son équipe pour combattre Robot-Rita, mais qui est capturée et rétrécie par Robot-Snizzard. Son pouvoir est utilisé par Robot-Rita pour alimenter sa machine à voyager dans le temps, mais elle est sauvée par ses collègues Power Rangers après avoir réussi à détruire Robot-Rita. Après son sauvetage, elle est emmenée à Aquitar pour qu'elle puisse se remettre des effets de Robot-Snizzard.
- Dr. Thomas « Tommy » Oliver : Tommy Oliver est le Ranger vert original qui se réunit avec son équipe pour combattre Robot-Rita, mais qui est capturé et rétréci par Robot-Snizzard. Son pouvoir est utilisé par Robot-Rita pour alimenter sa machine à voyager dans le temps, mais il est sauvé par ses collègues Power Rangers après avoir réussi à détruire Robot-Rita. Après son sauvetage, il est emmené à Aquitar pour qu'il puisse se remettre des effets de Robot-Snizzard.

### Amis

#### Cranston Technologies
Cranston Technologies est une entreprise technologique fondée par Billy Cranston, le premier Ranger bleu. Elle abrite également un Centre de Commandes secret souterrain, qui est utilisé par les Rangers (Mighty Morphin) comme leur base d'opérations.
- Alpha 8 : Alpha 8 est un assistant robotique créé par le roi Lexus d'Édénoï pour Billy Cranston, l'aidant dans le Centre de Commandes situé sous Cranston Technologies. Il l'assiste également dans l'utilisation de l'énergie des Ondes-Z pour ramener Zordon, mais finit par voir son corps être possédé par l'essence maléfique de Rita Repulsa.
- Alpha 9 (Richard Steven Horvitz) (VF : Pascal Nowak) : Alpha 9 est un assistant robotique créé par le roi Lexus d'Édenoi pour Billy Cranston après que son prédécesseur, Alpha 8, ait été pris par l'essence maléfique de Rita Repulsa. Alpha 9 a pour mission d'aider Billy Cranston dans le Centre de Commandes situé sous Cranston Technologies et de développer des Médaillons alternatifs pour Rocky DeSantos et Katherine Hillard afin qu'ils puissent se transformer en Ranger rouge et Ranger rose.

#### SPA (Super Police Alpha)
- SPA (Super Police Alpha) : À un certain moment, les anciens Rangers Aïsha Campbell et Adam Park ont rejoint la SPA et ont commencé à combattre l'Empire Troobian dans le système Sirius. En 2023, à la suite du retour de Rita Repulsa dans un nouveau corps robotique, Adam et Aïsha ont été contactés après l'activation du Protocole Bandora, mais ils n'ont pas pu rejoindre la Terre sur leur vaisseau en raison d'un voyage d'au moins 6 heures. Au moment de leur arrivée, les Rangers avaient déjà vaincu Rita et secouru un groupe de Rangers capturés par la sorcière maléfique. Adam et Aïsha ont emmené les Rangers secourus dans l'infirmerie de leur vaisseau avant de les conduire sur Aquitar, espérant que les Aquitariens les aideraient à se rétablir.
  - Adam Park (Johnny Yong Bosch) : Adam Park est l'ancien deuxième Ranger noir, Zeo Ranger IV vert et Turbo Ranger vert, révélé comme ayant obtenu un emploi auprès d'Aïsha Campbell à la Super Police Alpha dans le système Sirius. Ils reviennent plus tard sur Terre après que les autres Power Rangers réussissent à vaincre Robot-Rita, partant peu de temps après pour emmener les Power Rangers capturés sur Aquitar afin de récupérer de leur rétrécissement causé par Robot-Snizzard. Il informe également Billy Cranston qu'il manque à Cestria.
  -  Aïsha Campbell (Karan Ashley) (VF : Aurélia Bruno) : Aïsha Campbell est l'ancienne deuxième Ranger jaune, révélée comme ayant obtenu un emploi auprès d'Adam Park à la super Police Alpha dans le système Sirius. Elle revient sur Terre après que les autres Power Rangers réussissent à vaincre Robot-Rita, partant peu de temps après pour emmener les Power Rangers capturés sur Aquitar afin de les guérir de leur rétrécissement causé par Robot-Snizzard. Elle donne également sa bénédiction à Minh Kwan pour qu'elle continue l'héritage du Smilodon.

#### BuzzBlast Angel Grove
- Annie (Benny Joy Smith) : Annie est une journaliste qui travaillait chez BuzzBlast Pine Ridge jusqu'à ce qu'elle soit transférée à BuzzBlast Angel Grove. On la voit faire un reportage sur l'attaque des Patrouilleurs au Centre Jeunesse d'Angel Grove.

#### Rangers du monde entier
Les Rangers du monde entier sont un groupe de Power Rangers capturés par Robot-Snizzard pour Robot-Rita afin de renforcer sa machine à remonter le temps. Ils sont sauvés par les Rangers (Mighty Morphin) Power Rangers et sont amenés sur Aquitar afin d'inverser les effets de Robo Snizzard.
| Saisons         | Rôles                  | Rangers                               |
| --------------- | ---------------------- | ------------------------------------- |
| Zeo             | Tanya Sloan            | Zeo Ranger II jaune                   |
| Turbo           | Ranger fantôme         | Ranger fantôme                        |
| Dans l'Espace   | Carlos Vallerte        | Ranger de l'Espace noir               |
| Dans l'Espace   | Ashley Hammond         | Ranger de l'Espace jaune              |
| L'Autre Galaxie | Léo Corbett            | Ranger Galactique rouge               |
| L'Autre Galaxie | Damon Henderson        | Ranger Galactique vert                |
| L'Autre Galaxie | Kaï Chen               | Ranger Galactique bleu                |
| Force animale   | Merrick Baliton        | Ranger Loup Lunaire                   |
| Dino Tonnerre   | Conner McKnight        | Ranger Dino Tonnerre rouge            |
| Dino Tonnerre   | Trent Fernandez-Mercer | Ranger Dino Tonnerre blanc            |
| Beast Morphers  | Devon Daniels          | Ranger de la Grille Battleforce rouge |
| Beast Morphers  | Ravi Shaw              | Ranger de la Grille Battleforce bleu  |
| Beast Morphers  | Nathan « Nate » Silva  | Ranger de la Grille Battleforce doré  |

- Tanya Sloan : Tanya Sloan est capturée et réduite en taille par Robot-Snizzard pour alimenter la machine à remonter le temps de Robot- Rita. Elle est sauvée par ses collègues Power Rangers après avoir réussi à détruire Robot-Rita. Après avoir été sauvée, elle est emmenée sur Aquitar pour qu'elle puisse récupérer des effets de Robot-Snizzard.
- Ranger Fantôme : Le Phantom Ranger est capturé et réduit en taille par Robot-Snizzard pour alimenter la machine à remonter le temps de Robot-Rita. Il est sauvé par ses collègues Power Rangers après avoir réussi à détruire Robot-Rita. Après avoir été sauvé, il est emmené sur Aquitar afin qu'il puisse récupérer des effets de Robot-Snizzard.
- Carlos Vallerte : Carlos Vallerte est capturé et réduit en taille par Robot-Snizzard pour alimenter la machine à remonter le temps de Robo Rita. Il est sauvé par ses collègues Power Rangers après avoir réussi à détruire Robot-Rita. Après avoir été sauvé, il est emmené sur Aquitar afin qu'il puisse récupérer des effets de Robot-Snizzard.
- Ashley Hammond : Ashley Hammond est capturée et réduite en taille par Robot-Snizzard pour alimenter la machine à remonter le temps de Robot-Rita. Elle est sauvée par ses collègues Power Rangers après avoir réussi à détruire Robot-Rita. Après avoir été sauvée, elle est emmenée sur Aquitar afin qu'elle puisse récupérer des effets de Robot-Snizzard.
- Léo Corbett : Léo Corbett est capturé et réduit en taille par Robot-Snizzard pour alimenter la machine à remonter le temps de Robot-Rita. Il est sauvé par ses collègues Power Rangers après avoir réussi à détruire Robot-Rita. Après avoir été sauvé, il est emmené sur Aquitar afin qu'il puisse récupérer des effets de Robot-Snizzard.
- Damon Henderson : Damon Henderson est capturé et réduit en taille par Robot-Snizzard pour alimenter la machine à remonter le temps de Robot-Rita. Il est sauvé par ses collègues Power Rangers après avoir réussi à détruire Robot-Rita. Après avoir été sauvé, il est emmené sur Aquitar afin qu'il puisse récupérer des effets de Robot-Snizzard.
- Kaï Chen : Kaï Chen est capturé et réduit en taille par Robot-Snizzard pour alimenter la machine à remonter le temps de Robot-Rita. Il est sauvé par ses collègues Power Rangers après avoir réussi à détruire Robot-Rita. Après avoir été sauvé, il est emmené sur Aquitar afin qu'il puisse récupérer des effets de Robot-Snizzard.
- Merrick Baliton : Merrick Baliton est capturé et réduit en taille par Robot-Snizzard pour alimenter la machine à remonter le temps de Robot-Rita. Il est sauvé par ses collègues Power Rangers après avoir réussi à détruire Robot-Rita. Après avoir été sauvé, il est emmené sur Aquitar afin qu'il puisse récupérer des effets de Robot-Snizzard.
- Conner McKnight : Conner McKnight est capturé et réduit en taille par Robot-Snizzard pour alimenter la machine à remonter le temps de Robot-Rita. Il est sauvé par ses collègues Power Rangers après avoir réussi à détruire Robot-Rita. Après avoir été sauvé, il est emmené sur Aquitar afin qu'il puisse récupérer des effets de Robot-Snizzard.
- Trent Fernandez-Mercer : Trent Fernandez-Mercer est capturé et réduit en taille par Robot-Snizzard pour alimenter la machine à remonter le temps de Robot-Rita. Il est sauvé par ses collègues Power Rangers après avoir réussi à détruire Robot-Rita. Après avoir été sauvé, il est emmené sur Aquitar afin qu'il puisse récupérer des effets de Robot-Snizzard.
- Devon Daniels : Devon Daniels est capturé et réduit en taille par Robot-Snizzard pour alimenter la machine à remonter le temps de Robot-Rita. Il est sauvé par ses collègues Power Rangers après avoir réussi à détruire Robot-Rita. Après avoir été sauvé, il est emmené sur Aquitar afin qu'il puisse récupérer des effets de Robot-Snizzard.
- Ravi Shaw : Ravi Shaw est capturé et réduit en taille par Robot-Snizzard pour alimenter la machine à remonter le temps de Robot-Rita. Il est sauvé par ses collègues Power Rangers après avoir réussi à détruire Robot-Rita. Après avoir été sauvé, il est emmené sur Aquitar afin qu'il puisse récupérer des effets de Robot-Snizzard.
- Nathan « Nate » Silva : Nate Silva est capturé et réduit en taille par Robot-Snizzard pour alimenter la machine à remonter le temps de Robot-Rita. Il est sauvé par ses collègues Power Rangers après avoir réussi à détruire Robot-Rita. Après avoir été sauvé, il est emmené sur Aquitar afin qu'il puisse récupérer des effets de Robot-Snizzard.

### Palais lunaire
Le Palais lunaireest un château spatial qui était autrefois la base d'opérations de Rita Repulsa et du Seigneur Zedd.
Il est resté vacant pendant des décennies après le départ de Rita et Zedd, chassés par l'Empire des Machines, jusqu'à ce que Robot-Rita le commande comme base d'opérations lorsqu'elle tente d'utiliser une machine à remonter le temps pour informer son moi du passé de son destin. Le Palais lunaireredevient vacant une fois que Robot-Rita est détruite par les Rangers (Mighty Morphin).
- Robot-Rita (Barbara Goodson) (VF : Véronique Desmadryl) : Robot-Rita est une version robotique de Rita Repulsa créée après que l'essence maléfique de Rita Repulsa s'échappe d'un tube d'énergie que Billy Cranston utilisait pour utiliser l'énergie des Ondes-Z afin de ramener Zordon à la vie. Cette essence maléfique prend le contrôle du corps d'Alpha 8, le transformant en Robot-Rita. Robot-Rita affronte alors les six Power Rangers originaux avec une armée de Patrouilleurs, tuant Trini Kwan, la Ranger jaune, lorsqu'elle tente de tirer un rayon d'énergie sur le Ranger bleu. Elle se retire dans la Dimension Obscure pendant un an, revenant avec Robot-Minotaure et Robot-Snizzard pour tendre une embuscade aux Power Rangers dans un cimetière. Elle capture avec succès Jason Lee Scott, Kimberly Hart et Tommy Oliver pour sa machine à voyager dans le temps, qu'elle prévoit d'utiliser pour informer sa version plus jeune de son destin et tuer les versions plus jeunes des Power Rangers avant que Zordon ne puisse les recruter. Elle ordonne ensuite à ses sbires d'attaquer divers endroits sur Terre afin de capturer différents Power Rangers pour alimenter sa machine à voyager dans le temps. Elle capture avec succès Minh Kwan lorsqu'elle tente de détruire Robot-Minotaure et un Robot-Snizzard capturés, puis retourne au palais de la Lune lorsque les autres Power Rangers tentent de libérer les Power Rangers capturés. Elle est sur le point de tuer Billy Cranston jusqu'à ce que Minh Kwan prenne le tir à sa place et se lie avec le Médaillon Smilodon, formant une équipe complète de Power Rangers. Après que Robot-Rita soit présumée hors service après avoir été poignardée dans la poitrine par la Lance Laser, elle se réinitialise et tente d'activer sa machine à voyager dans le temps, ouvrant un portail mais échoue lorsqu'elle est détruite par un tir de la Hache Laser.
- Robot-Minotaure (Ryan Cooper) : Robot-Minotaure est la version robotique du Minotaure Original de Rita créé par Robot-Rita pour l'aider à capturer des Power Rangers afin d'alimenter sa machine à voyager dans le temps. Robot-Minotaure est équipé d'un dispositif de suivi qui lui donne la capacité de localiser n'importe quel Power Ranger transformé et l'utilise pour traquer différents Power Rangers pour Robot-Rita. Robot-Minotaure est mis hors service pendant un court laps de temps lorsque le Ranger bleu le piège avec un super aimant, jusqu'à ce qu'il soit libéré par Robot-Rita lorsqu'elle capture Minh Kwan. Il affronte ensuite le Ranger rouge, le Ranger bleu et la Ranger rose lorsque ceux-ci s'introduisent en douce dans le Palais Lunaire, mais est finalement détruit après avoir été transpercé par l'Épée Laser.
- Robot-Snizzard (Daniel Watterson) (VF : Cyrille Monge) : Robot-Snizzard est la version robotique du Snizzard Original de Rita créé par Robot-Rita pour l'aider à capturer des Power Rangers afin d'alimenter sa machine à voyager dans le temps. Robot-Snizzard est équipé de serpents capables de figer quiconque et de les réduire lorsqu'ils s'enroulent autour de leur corps, utilisant ce pouvoir pour capturer les Power Rangers pour Robot-Rita. Robot-Snizzard est mis hors service pendant un court laps de temps lorsque le Ranger bleu le piège avec un super aimant, jusqu'à ce qu'il soit libéré par Robot-Rita lorsqu'elle capture Minh Kwan. Il est ensuite agrandi par le Sceptre Magique de Robot-Rita, mais est finalement détruit par le Megazord.
- Patrouilleurs : Les Patrouilleurs sont des guerriers d'argile utilisés par Robot-Rita comme soldats de base.

## Armes
- Transmutateurs ◆◆◆◆◆ : Les Transmutateurs sont les outils nécessaires pour se transformer en Rangers.
- Médaillons Alternatifs ◆◆ : Les Médaillons Alternatifs sont des pièces en or à thème de dinosaure et des copies des Médaillons d'origine créées par Billy Cranston et Alpha 9. Elles sont utilisées par Rocky DeSantos et Katherine Hillard pour se transformer en Rangers.
  - Médaillon Tyrannosaure (alternatif) : Le Médaillon Tyrannosaure (alternatif) est une pièce en or en forme de tyrannosaure rex donnée à Rocky DeSantos après que Jason Lee Scott ait été capturé par Robot-Rita, et il l'utilise pour se métamorphoser en Ranger rouge.
  - Médaillon Ptérodactyle (alternatif) : Le Médaillon Ptérodactyle (alternatif) est une pièce en or en forme de ptérodactyle donnée à Katherine Hillard-Oliver après que Kimberly Hart ait été capturée par Robot-Rita, et elle l'utilise pour se métamorphoser en Ranger rose.
- Communicateurs ◆◆◆◆◆ : Les Communicateurs sont des appareils semblables à des montres créés par Billy Cranston et portés par les Power Rangers en tant que dispositifs de communication et méthodes de téléportation.
- Pistolets-Épées ◆◆◆◆◆ : Les Pistolets-Épées sont des armes semblables à des épées/blasters utilisées par les Rangers. Les Rangers peuvent également les utiliser sans être transmutés.
- Armes Lasers ◆◆◆◆◆ : Offertes par Zordon, les Armes Lasers sont les moyens de défense principaux des Rangers. Les cinq Armes Lasers peuvent s'assembler pour former le puissant Mega Laser.
  - Épée Laser : L'Épée Laser est l'arme personnelle en forme d'épée du Ranger rouge.
  - Hache Laser : La Hache Laser est l'arme personnelle en forme de hache du Ranger noir. La Hache Laser a la capacité de se transformer en une arme de type canon.
  - Lance Laser : La Lance Laser est l'arme personnelle en forme de lance du Ranger bleu.
  - Dagues Lasers : Les Dagues Lasers sont les armes personnelles en forme de dague du Ranger jaune.
  - Arc Laser : L'Arc Laser est l'arme personnelle en forme d'arc du Ranger rose.

## Zords

### DinoZords
- DinoZord Tyrannosaure : Le DinoZord Tyrannosaure est un Zord similaire à un tyrannosaure qui est piloté par le Ranger rouge.
- DinoZord Mastodonte : Le DinoZord Mastodonte est un Zord similaire à un mastodonte qui est piloté par le Ranger noir.
- DinoZord Tricératops : Le DinoZord Tricératops est un Zord similaire à un tricératops qui est piloté par le Ranger bleu.
- DinoZord Smilodon : Le DinoZord Smilodon est un Zord similaire à un tigre à dents de sabre qui est piloté par la Ranger jaune.
- DinoZord Ptérodactyle : Le DinoZord Ptérodactyle est un Zord similaire à un ptérodactyle qui est piloté par la Ranger rose.

## Megazords
- Megazord ◆◆◆◆◆ : Les DinoZords peuvent se combiner pour former le Megazord.

## Continuité
Le téléfilm se déroule 30 ans après les événements de Day of the Dumpster dans Power Rangers : Mighty Morphin et quelque temps avant Power Rangers : SPD, alors que l'empire Troobian est toujours engagé dans une bataille sur la planète Sirius. La scène d'ouverture montrant les Rangers combattant Robot-Rita se déroule en 2022 lors de la saison Power Rangers : Dino Fury. Le reste, à partir de la visite des Rangers sur la tombe de Trini, se déroule en 2023. À la fin de Dino Fury, Jane Fairview déclare qu'elle souhaite établir une succursale de BuzzBlast à Angel Grove. En clin d'œil à la continuité, Annie, une journaliste de BuzzBlast, couvre l'histoire des Patrouilleurs attaquant Angel Grove.

## Production
Le tournage a lieu à Auckland en Nouvelle-Zélande.

## Autour de la série
- Alors que la série était doublée depuis Power Rangers : RPM (2009) en Belgique, le téléfilm bénéficie d'un doublage réalisé en France, certains comédiens comme Mark Lesser et Aurélia Bruno, reprenant les rôles qu'ils avaient originellement doublés, tout comme la saison suivante Power Rangers : Cosmic Fury en raison du nouveau diffuseur, Netflix.
- Ce moment spécial marque la première fois où Zack se transforme en Ranger noir en dehors de l'Ère Zordon.
- Plusieurs Rangers de Beast Morphers, Dino Tonnerre, Dans l'Espace, Force animale et L'Autre Galaxie font partie de ceux capturés par Rita. Les noms de leur ville d'opérations sont répertoriés dans le Protocole Bandora que Alpha active.
- Adam et Aïsha sont membres de SPA, une organisation apparemment liée à SPD dans Power Rangers SPD, car ils étaient également impliqués dans la lutte contre l'Empire Troobian sur Sirius.
- Dans sa première scène de combat, Rocky réussit à exécuter le coup de pied tournant qui lui a gravement blessé le dos et l'a contraint à prendre sa retraite dans Turbo.
- Aquitar, la planète d'origine des Alien Rangers, est mentionnée comme l'endroit où Adam et Aisha envisagent de relocaliser les Rangers capturés pour leur récupération. Il est également révélé que depuis les événements de Rangers des deux mondes, Billy et sa petite amie aquatienne Cestria sont restés en contact d'une manière ou d'une autre.
- Billy mentionne apporter un souvenir à Minh de Mirinoï, la planète d'origine des Rangers galactiques dans Power Rangers : L'Autre Galaxie.

### Erreurs
- Le Transmutateur de Billy dans la scène d'ouverture est à l'envers.
- Alors que Zack se bat en breakdance contre les Patrouilleurs, sa chaussure gauche se dénoue. Dans la scène suivante, alors qu'il continue de se battre contre les Patrouilleurs, sa chaussure est à nouveau attachée.
- La deuxième fois que Minh essaie sans succès d'utiliser le Transmutateur de Trini, il est ouvert. Le Transmutateur ne doit être ouvert que lorsqu'il est activé.
- La Hache Laser du Ranger noir a une pièce coulissante près de la lame qui est déplacée vers la base du manche pour la convertir en mode canon. Zack utilise la hache en mode canon sans jamais déplacer cette pièce.
- Avant que le portail ne soit détruit, Rita du passé dit : « Que la liberté est douce après 10000 ans de captivité. » C'est quelque chose qu'elle disait uniquement dans le générique d'ouverture de Mighty Morphin. Dans Day of the Dumpster, elle soupire en émergeant de la benne spatiale, mais sa première réplique est une insulte dirigée contre Baboo.
- Lorsque les Rangers sont sur le balcon en regardant le Megazord, Zack tient la Hache Laser de sa main gauche normalement, la lame pointant vers le sol. Mais lorsque la caméra change d'angle, Zack tient soudainement la Hache Laser sur son épaule gauche.
- La scène d'introduction originale utilisée en flashback pour Catherine Sutherland (Katherine) dans le générique de fin est tirée de l'intro 1 de Power Rangers : Turbo, et non de l'intro de la saison 3 ou de l'intro des Alien Rangers, où elle a fait sa première apparition. Le reste de la distribution (à l'exception de Minh Kwan) provient de leurs saisons d'origine : Walter Emanuel Jones (Zack) et David Yost (Billy) sont issus de la saison 1, tandis que Steve Cardenas (Rocky) vient de la saison 2.